# Jesús Landáburu
Jesús Landáburu Sagüillo (Guardo, 24 gennaio 1955) è un ex calciatore spagnolo, di ruolo centrocampista.

## Carriera

### Club
Landaburu ha fatto il suo esordio nel calcio professionistico nel 1972 a 17 anni, con la maglia del Real Valladolid, facendosi subito notare nel panorama della Segunda División.
Debutta nella Prima Divisione nel 1977 con il Rayo Vallecano, con cui disputa 2 stagioni, segnando 13 reti in 66 partite.
Nel 1979 passa al Barcellona, con cui vince la Coppa del Re 1980-1981 e la Coppa delle Coppe 1981-1982, conclude la sua esperienza con la squadra catalana nel 1982, con un bilancio di 13 reti in 61 partite.
Nel 1982 si trasferisce all'Atlético Madrid, con cui disputa 205 partite e realizza 28 reti, in sei stagioni, prima di ritirarsi a causa di alcune divergenze con il presidente della società Jesús Gil. Con la squadra della capitale ha vinto la Coppa del Re 1984-1985, la Supercopa de España 1985 ed è arrivato in finale di Coppa delle Coppe 1985-1986.

### Nazionale
Landaburu ha giocato una partita con la Nazionale spagnola a Vigo il 23 gennaio 1980 contro i Paesi Bassi (1-0).

## Palmarès

### Competizioni nazionali
- Coppa di Spagna: 2

Barcellona: 1980-1981
Atletico Madrid: 1984-1985
- Supercoppa di Spagna: 1

Atletico Madrid: 1985

### Competizioni internazionali
- Coppa delle Coppe: 1

Barcellona: 1981-1982